# Batalla d'Adrianòpolis (378)
La batalla d'Adrianòpolis va ser un enfrontament armat que es va lliurar el 9 d'agost del 378 a les planes al nord-oest de la ciutat romana d'Adrianòpolis (actual Edirne, a la Tràcia oriental). Allí es van enfrontar les forces de Fritigern, cap dels visigots, i l'exèrcit de l'Imperi Romà d'Orient comandat pel mateix emperador Valent, que va morir en la batalla i l'exèrcit del qual va ser aniquilat. Va ser una de les més importants derrotes militars romanes des de la batalla d'Arausio i l'últim combat en què els romans van utilitzar les seves clàssiques legions, ja que a partir d'aleshores van començar a posar més èmfasi en la cavalleria i les petites divisions armades, com els comitatenses. El desenvolupament de la batalla es coneix a través del relats d'Ammià Marcel·lí i Pau Orosi, dos historiadors romans contemporanis. La derrota romana en aquest enfrontament fou un punt d'inflexió en la història de l'antiguitat tardana.

## Antecedents

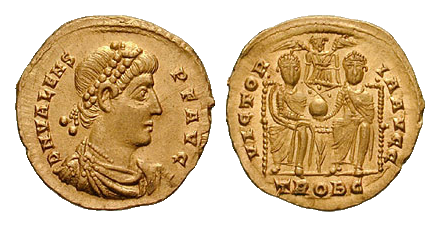
Sòlid romà d'Orient amb l'efígie de l'emperador Valent.

Els gots procedien originalment del sud d'Escandinàvia, però a partir del segle I van emigrar cap al sud-est, assentant-se dos segles més tard en les grans planes al nord del mar Negre. Allà es van dividir amb el temps en dues branques, els ostrogots (del gòtic Ost Goths, 'gots de l'est') i els visigots (en gòtic Wiss Goths, 'gots de l'oest'), separats pel riu Dnièster. Els visigots es van estendre de seguida cap al sud-oest, creuant amb freqüència la frontera romana i perpetrant tota mena de saquejos, fins que van arribar a un acord pel qual els romans els cedien la província romana de Dàcia (oest de l'actual Romania) a canvi de la pau en temps de l'emperador Aurelià (270 - 275). Constantí I el Gran els va convertir en federats de l'Imperi (Foederati) i els va encarregar la defensa del limes danubianus a canvi d'importants sumes de diners, però ben aviat arribaren les disputes. Si els romans havien de pagar als bàrbars perquè els defensessin, qui els impediria rebre més diners que el d'una legió qualsevol? Malgrat les crisis econòmiques dels segles iii i iv els romans seguien tenint molts diners. Així que, cada vegada que els gots estimaven que els convenia un augment del seu sou, travessaven en armes el Danubi, saquejaven un parell de ciutats i tornaven a les seves terres, comunicant als romans que seguirien fent-ho mentre els subsidis no se'ls augmentessin. Així ho van fer fins a l'any 370, quan es van aliar amb els soldats romans que s'havien revoltat contra l'emperador Valent i foren derrotats.
Aquell mateix any, els huns derrotaren als alans del Volga, que van ser també vençuts i forçats a servir en el seu exèrcit juntament amb altres pobles germànics. Les notícies relatades pels refugiats van posar els gots en peu de guerra, però quan en 376 els huns van travessar el Dnièster els greutungs van ser derrotats igualment. Al contrari que els seus germans orientals, els teruings van tenir ocasió de fugir. Alaviv i Fritigern van demanar a Valent, el 375, la protecció de l'Imperi Romà que van obtenir després de ser interrogats sobre la seva qualitat de cristians - s'havien convertit amb anterioritat - i van dirigir al seu poble creuant el Danubi el 376 unint-se als taifals i els greutungs de Farnobius. S'estima que van travessar el riu dos-cents mil visigots que es van establir a Mèsia, en territori romà, com a federats.

### Difícil convivència
L'arribada dels visigots a Mèsia va comptar amb el rebuig d'amplis sectors de la societat romana. Molts polítics i militars veien un perill imminent en la presència dels visigots com a federats dins de l'imperi, considerant que tard o d'hora ocasionarien problemes. Tot i això, els pretoris Modest i Tatià recomanaren l'assentament dels federats, en considerar que els avantatges superaven àmpliament els possibles inconvenients. D'altra banda, ni els habitants de la zona ni l'església veien bé el tenir com a veïns els bàrbars, amb nombrosos costums pagans i seguidors en la seva major part de l'arrianisme, que els cristians romans consideraven una heretgia. Valent, però, va fer cas omís d'aquestes queixes, ja que ell mateix era arrià, i per això confiava en els gots minimitzant el perill de revolta. A més, els visigots havien donat mostres una vegada i una altra de voler servir l'imperi i adoptar nombrosos aspectes de la seva cultura. En el pitjor dels casos, creia, haurien d'abandonar les terres de Mèsia i es trobarien encerclats entre les hordes d'huns i les tropes de l'Imperi Romà d'Orient i l'Imperi Romà d'Occident, sense possibilitat d'anar enlloc. Tot sembla indicar que els gots van complir amb la seva part de l'acord i que van ser els romans els causants que el fràgil equilibri es trenqués dos anys després.
Els Balcans eren una zona pobra, i els funcionaris romans a la regió recorrien a tota mena de corrupteles per prosperar. D'entre tots els funcionaris que van començar a inflar els tributs en excés i assetjar els gots amb la intenció d'arrabassar fins a l'últim fruit del seu treball destacaven especialment Lupicí, l'avariciós Comes de Mèsia, i el seu ajudant Màxim. Lupicí també va fer grans negocis venent a preus desorbitats els materials i aliments que l'Imperi havia disposat per crear els nous assentaments. Encara que els líders dels visigots de Mèsia van acatar el tracte de Lupicí, aviat va començar a mostrar reticències davant les successives visites dels recaptadors. Mentrestant van arribar per compte propi Atanaric i els seus seguidors tervings a Mèsia. Lupicí va començar a considerar Fritigern com un possible obstacle per als seus plans i va decidir assassinar-lo. Per a això, va convidar els cap visigots a un banquet a Marcianòpolis amb l'excusa de llimar asprors amb ell, on esperava atrapar-los per sorpresa.
Un destacament romà es va situar entre Marcianòpolis i el campament dels gots, i es van aplicar fortes mesures de seguretat. Arran d'un enfrontament entre un grup de gots i vilatans, Lupicí va fer matar la guàrdia dels reis gots i Alaviv va morir, quedant Fritigern al comandament únic dels teruings. Considerant-se lliures del seu acord amb els romans, els visigots van decidir recuperar els seus béns saquejant les poblacions romanes de Mèsia i especialment la més rica província veïna de Tràcia. Els gots van derrotar l'exèrcit a Marcianòpolis.

### La defensa romana

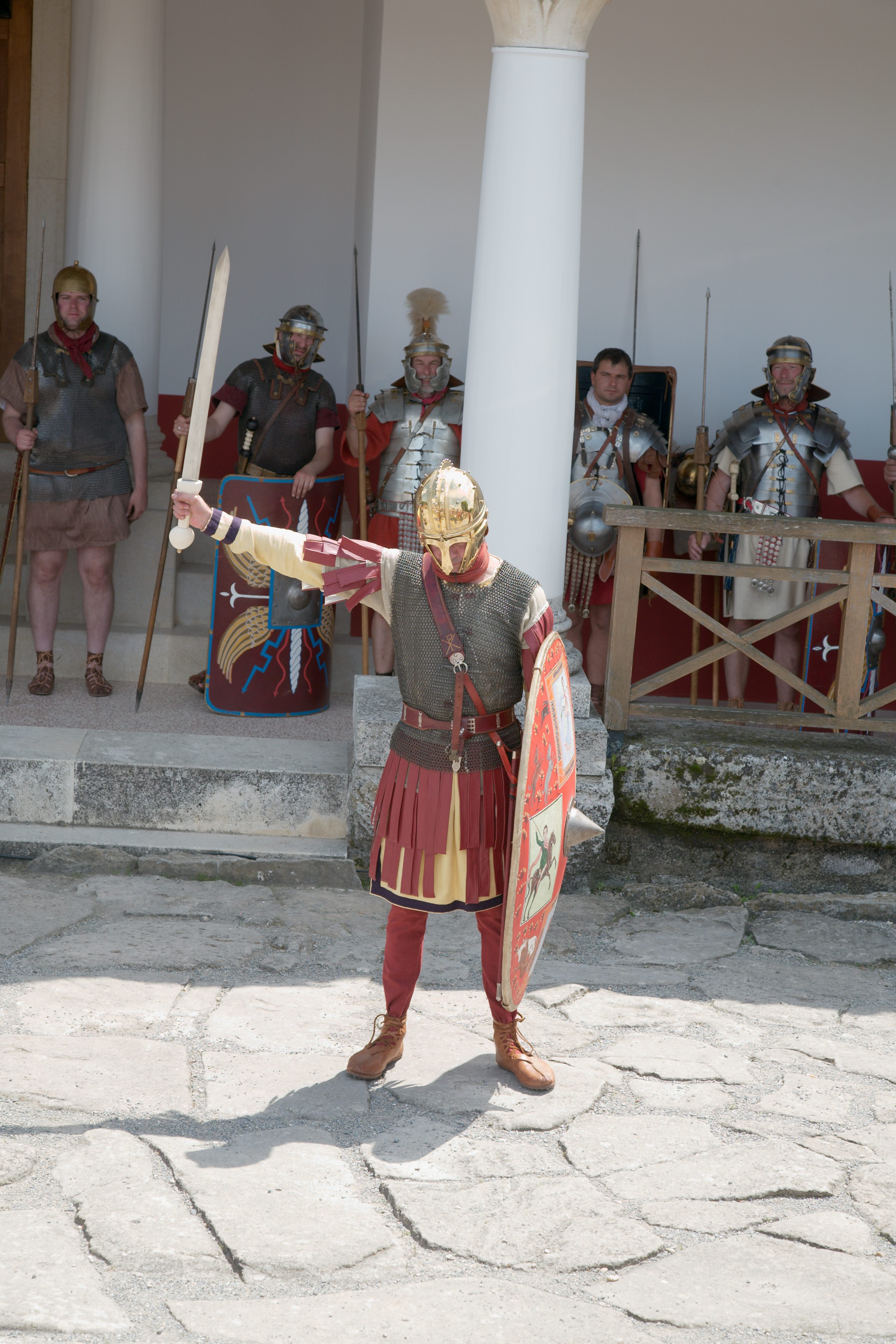
Recreació de les vestimenta i equipament d'un soldat de l'exèrcit romà del. L'equipament de cuirassa típica es restringeix a un ausberg. Al l'exèrcit romà ja incorporava gran quantitat de mercenaris sàrmates i gots que incorporen el seu armament.

La revolta dels gots va agafar per sorpresa Valent a Antioquia de Piera, des d'on planificava una campanya contra l'Imperi Persa que, com des de feia segles, discutia les fronteres romanes a Pròxim Orient i donava suport a revoltes dels pobles locals contra Constantinoble, com la de Cilícia, sufocada a 375, o la dels sarraïns a Palestina, Fenícia i el Sinaí, que es va aconseguir sotmetre a finals del 377 de forma més o menys efectiva. Aprofitant aquest petit respir, Valent va dirigir el transvasament de tropes veteranes des de la frontera oriental als Balcans, on va acabar formant un dels exèrcits romans més grans 8que mai s'havien vist. A Adrianòpolis, on es va instal·lar el campament i es va guardar el tresor imperial destinat a pagar la campanya, es van reunir 7 legions: el nucli estava format per 5.000 homes veterans de les legions palatinae, l'elit de l'exèrcit romà del moment, ajudats pels auxilia palatinae i altres tipus d'auxiliars fins a arribar als 21.000 homes. Donant suport a aquests es van reunir altres 28.000 auxiliars lleugers, amb poca o cap armadura.
Igual que en altres ocasions, el pes de la contesa va ser assignat a la infanteria romana, mentre que la cavalleria només tindria un paper secundari donant-li suport. Tanmateix, el destacament de cavalleria que va marxar a Adrianòpolis també va ser important, ja que estava constituït per 1.500 genets d'elit de la guàrdia imperial (Schola palatinae) amb el suport proper d'un miler d'equites palatinae i 5.000 equites comitatenses. En aquest darrer grup s'incloïen importants divisions de cavalleria àrab i arquers a cavall.
Però aquest impressionant exèrcit comptava amb una important diferència respecte a les poderoses antigues legions romanes: l'equipament. Els anys de crisi econòmica havien fet efecte en l'exèrcit, que ara havia de marxar menys preparat a la batalla. Les tropes d'infanteria pesant havien substituït l'armadura de plaques (lorica segmentata) pel menys protector ausberg, que fins aleshores havien portat els auxiliars (molts dels quals marxaven aquesta vegada a la batalla sense armadura i en alguns casos ni tan sols casc). El gladius, l'antiga espasa romana, havia estat substituïda per una altra més llarga (spatha), i el pílum havia estat retirat en molts casos, encara que algunes unitats d'infanteria i cavalleria portaven una llança llarga (en aquest últim cas, influïdes per la cavalleria bàrbara). També s'havia perdut l'scutum, l'antic escut rectangular romà, de manera que les unitats que van portar algun escut a la batalla ho van fer amb models rodons o ovoides de fusta o metall més barat, similars als dels bàrbars. A més havien empitjorat la instrucció i disciplina de la tropa. Els visigots havien rebut una instrucció similar a la dels romans i, per molt gran que fos l'exèrcit reunit per Valent, aquest seguia sent la meitat dels homes amb què comptaven els gots. Per tal d'arribar a un nombre comparable, Valent es va posar en contacte amb el seu nebot Gracià, emperador d'Occident que havia aconseguit rebutjar amb èxit diverses invasions bàrbares, el qual va accedir i va marxar al costat d'un exèrcit propi per reunir-se amb el del seu oncle.

### Els gots i els seus aliats

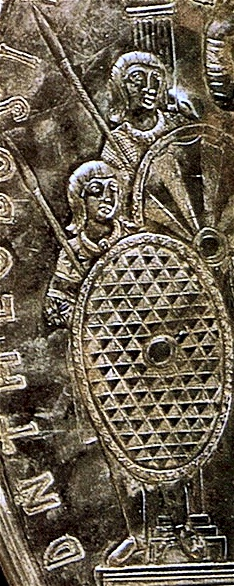
Soldats gots

L'arribada de tropes d'elit era un fet esperat després de les fàcils derrotes de les petites guàrdies romanes a la zona. Tot i que l'equip i instrucció dels romans ja no era el de temps passats, Fritigern probablement sabia que eren superiors als seus i encara podien fer molt de mal, pel que va tractar de contrarestar aquesta diferència multiplicant encara més les seves nombroses tropes. Els emissaris visigots van recórrer les zones circumdants i fins i tot van tornar a travessar el Danubi per entrevistar-se amb els pobles que hi habitaven, entre ells els seus vells enemics huns. Les gestions van donar un considerable èxit, ja que van aconseguir el suport dels alans, ostrogots i altres tribus bàrbares menors. Fins i tot es van unir a l'exèrcit uns quants centenars d'huns i refugiats romans (esclaus fugitius, desertors, etc.) a títol personal. Així doncs, l'exèrcit inicial de visigots i refugiats ostrogots, compost per uns 110.000 guerrers, va créixer fins a la impressionant xifra de 155.000 homes i 11.500 genets sense que ho sabessin els romans, fent semblar encara més petit al seu costat a l'exèrcit de Valent. Els bàrbars no estaven especialitzats en el maneig d'una arma en particular, pel que marxaven a la batalla amb tota mena d'armes, tant llancívoles (javelines, arcs, fones, destrals francisques…) com de combat cos a cos. Durant el transcurs de la batalla podien lluitar tant muntats com a peu, canviant sovint d'una situació a una altra sense problemes. Les unitats no estaven ben definides, potser amb l'única excepció d'un cos de cavalleria pesant cuirassada d'inspiració romano-sàrmata. Un bon nombre dels guerrers gots portaven també ausbergs i cascs d'origen romà, així com el característic escut rodó de grans dimensions.

## Desenvolupament de la batalla
El 9 d'agost l'exèrcit de Valent va deixar la impedimenta, altres pertrets i insígnies imperials a Adrianòpolis o els seus afores, i es va mobilitzar cap al nord-oest, fins a albirar en una plana el campament got, cap a les dues de la tarda. Aparentment no hi havia sentinelles lluny del campament, on semblava que acampava el gruix de les tropes godes, protegides darrere dels carros buits que feien servir com muralla (Laage) quan no s'estaven movent. Els reforços de Flavi Gracià encara no havien arribat, pel que es discuteix quines serien realment les raons de Valent per marxar-hi: potser encara no esperva entrar en batalla i disposar tropes a la vista dels visigots era només una mesura de pressió per tal de forçar la rendició. Altres opinen que Valent sí que tenia intenció d'entrar en combat en aquell moment, confiant que les seves tropes veteranes li donarien una victòria que, si esperava Gracià, hauria de ser compartida i, per tant, menys honorable. Reunit amb els seus generals, Víctor i Flavi Ricomer -aquest últim era d'origen germànic i havia supervisat l'arribada dels visigots a Mèsia per ordre de Valent- li van suggerir esperar Gracià i evitar complicacions en el combat. Sebastià, en canvi, va recomanar un atac immediat que aprofités el factor sorpresa. No es faria ni una cosa ni l'altra.
Les tropes romanes avançaven en posició lineal, amb la infanteria pesant de Trajà i els auxiliars al centre, i la cavalleria protegint els flancs. Valent se situà darrere de la infanteria amb la seva guàrdia personal. Quan els gots van veure els romans a prop, Fritigern sol·licità parlamentar, probablement per guanyar temps: tenia la infanteria i una petita part de la cavalleria dins dels límits del campament, però la major part d'aquesta, amb la qual els romt no comptaven, estava en camí sota comandament dels nobles ostrogots Alateu i Safrax.

### Primera fase
El primer atac va correspondre als romans, encara que sembla que va agafar per sorpresa tant els gots com als seus propis companys: sense esperar que acabessin les negociacions, els tribuns Cassi i Bacuri d'Ibèria van ordenar l'atac a les seves tropes auxiliars, que van marxar ràpidament cap al campament visigot mentre la resta de la infanteria romana mantenia les posicions. El flanc esquerre de la cavalleria la seguí, buscant atacar els gots per un lateral mentre aquests s'enfrontaven a les dues petites divisions d'auxiliars, que van ser rebutjades sense problemes i posades en fuga cap a les seves anteriors posicions. Els romans acabaven d'iniciar la batalla de la pitjor manera possible.

### Segona fase
Fritigern va donar les converses per acabades i va ordenar atacar en aquell moment, fent sortir la majoria dels seus homes del campament a la recerca dels romans. Llavors va aparèixer a la seva dreta l'enorme exèrcit de genets comandat per Alateu i Safrax, que es va trobar de cara amb el destacament de cavalleria del flanc esquerre romà, el qual decidí retrocedir cap a les seves posicions originals després d'ocasionar nombroses baixes. Els visigots controlaven ja el terreny i en acostar-se a les línies romanes van començar a llançar les armes llancívoles que portaven. Els romans van aguantar com van poder la pluja de projectils fins que les línies godes van arribar fins a ells, començant en aquell moment el combat cos a cos.

### Tercera fase
Mentre la infanteria i el flanc dret de la cavalleria combatien contra els seus homòlegs bàrbars, patint nombroses baixes ambdós bàndols, la cavalleria del flanc esquerre romà es va regirar i va atacar de nou Alateu i Safrax. Aquesta maniobra va agafar desprevinguts els gots i va permetre als romans fer-los retrocedir, avançant-se en el camp de batalla pràcticament fins als carros visigots. Es considera que aquest va ser el punt d'inflexió de la batalla, i que si la cavalleria romana hagué rebut llavors ajuda d'altres unitats, potser hagués pogut posar en fuga la bàrbara, que la superava en nombre, i atacar per darrere la infanteria visigoda.
La cavalleria romana va començar a veure's àmpliament superada a mesura que perdia empenta i no rebia ajuda, mentre que a la cavalleria
visigoda es sumaven homes a peu de les tropes que havien quedat dins del campament, inclòs el mateix Fritigern. La desproporció de forces es va fer patent i el que quedava de la cavalleria romana en aquest flanc va ser destrossada, fugint els pocs supervivents del camp de batalla.

### Quarta fase
Un cop posats en fuga els equites romans, la infanteria de Fritigern va avançar per sumar-se a les primeres línies d'infanteria goda. Mentrestant, la cavalleria d'Alateu i Safrax va avançar pel lateral per atacar els flancs i la rereguarda de Trajà, començant a envoltar el flanc esquerre de l'exèrcit romà. Amià Marcel·lí relata el que devia ser especialment aterridor per als soldats romans, que veieren aparèixer d'entre la pols, com sorgida del no-res, la cavalleria goda, de manera inesperada i per l'esquena. Això va deixar gran part de l'exèrcit romà sense capacitat de maniobra.

### Cinquena fase
Els soldats destacats en el flanc esquerre estaven ja perduts, coneixedors que no hi havia cap forma de fugir ni possibilitat de clemència dels visigots. Encara que en aquest punt els historiadors llatins probablement exageren, no resulta tan estrany que els homes d'aquestes unitats lluitessin fins a la mort, arribant a carregar sense possibilitats de victòria contra les cada vegada més nodrides files de bàrbars. Les baixes van ser enormes en els dos bàndols, fins al punt que aviat el nombre de cadàvers i els bassals de sang van començar a fer dificultós moure's pel camp de batalla. Les unitats romanes van perdre la comunicació entre elles. Mentre unes van aprofitar per fugir, altres, veient-se tancades, van haver de lluitar fins al final. Llavors va començar una fugida de les tropes romanes que ho podien fer, abandonant la resta a la seva sort. Mentre les últimes unitats de Trajà eren aixafades, Valent va córrer a refugiar-se amb les restes de la cavalleria del flanc dret que, unides a les últimes unitats auxiliars, intentaven organitzar un nucli final de resistència al voltant de l'emperador. Els generals Trajà i Víctor eren amb ell.

### Mort de Valent i final de la batalla
Sobre el final de Valent circulen diferents versions, sense que es pugui afirmar amb seguretat quina és la correcta. La primera i més simple explica que, senzillament, Valent va morir de l'impacte d'una fletxa enemiga, acorralat i combatent al costat dels homes que l'acompanyaven, com un soldat més. Altres diuen que va poder ser evacuat pels seus generals, potser ferit, i es va refugiar en una casa propera o, més probablement, en una torre de guàrdia. Els visigots ignoraven que Valent hi era, però en observar que s'hi amagaven soldats romans a dins, van acabar amb les últimes tropes que se'ls oposaven i van calar foc a l'edifici, matant tots els que s'hi trobaven. Sigui com sigui, el cert és que ningú va poder identificar després el cos de Valent entre tots els caiguts en la batalla, per la qual cosa va haver de ser sepultat com un soldat anònim més.

## Setge d'Adrianòpolis

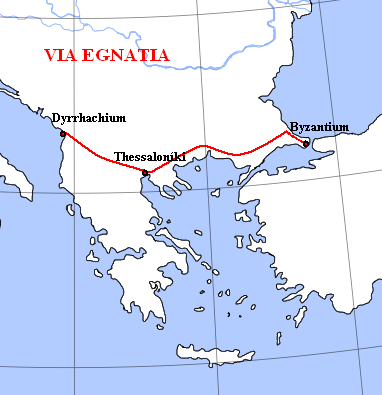
La via Egnàcia travessava la península grega. Adrianòpolis es trobava prop d'aquesta carretera i la seva caiguda hagués obert el camí cap a Constantinoble.

Els visigots no es van aturar després de la batalla. Acabaven de destruir l'exèrcit més gran mai vist a la zona i es podia dir que ja eren els amos dels Balcans. Fins i tot havien matat l'emperador sense que aquest tingués fills, deixant tot l'Imperi orfe. El pas més lògic era prosseguir la seva política de saquejos i van decidir començar per Adrianòpolis, a poca distància, on hi havia el tresor imperial i cap on havia aconseguit fugir al voltant d'un terç (20.000) dels homes de Valent. Adrianòpolis a més de disposar d'un important botí, també era un punt estratègic per a dominar els camins cap a Constantinoble, la mateixa capital dels romans d'Orient.
La captura de la ciutat no seria fàcil. A la guàrdia urbana es van sumar els soldats supervivents de la batalla, encara que les autoritats locals no els van permetre entrar a la ciutat, cosa que els va obligar a construir a correcuita un segon mur de barricades al voltant de la ciutat per refugiar-s'hi, i que serviria de protecció addicional  a la mateixa Adrianòpolis. La població va començar a col·laborar de forma massiva amb l'exèrcit per fer front a la imminent arribada dels gots.
Per tal de dificultar encara més l'entrada de l'enemic a la ciutat, es van bloquejar les portes posant grans pedres després d'aquestes i es van muntar algunes màquines de guerra. El bloqueig de les portes deixava les restes de l'exèrcit de Valent sense possibilitat de retirar-se a la ciutat per refugiar-se quan no poguessin resistir l'assalt. Així doncs, no és estrany que quan els romans van veure als gots, 300 auxiliars iniciessin la batalla llançant-se en una càrrega tan heroica com suïcida. Tots els seus integrants van morir.
Els germànics van avançar fins a les línies de defensa de la ciutat, on es van veure obligats a aturar-se i lluitar sota els murs de la fortalesa, mentre des de dalt els romans els llançaven tota mena de projectils. Els gots també llançaven les seves pròpies armes llancívoles, però arribat un determinat moment, els assetjats es van adonar que els bàrbars recollien llances i fletxes del camp de batalla i les tornaven a llançar contra ells, senyal que les seves s'havien esgotat. Per deixar els gots sense possibilitat de llançar els projectils que els arribaven, es va ordenar trencar la unió entre les puntes i la resta de la fletxa o llança. Així, les armes llancívoles podien usar-se una vegada, però quan impactaven amb alguna cosa (haguessin encertat o no) es trencaven del tot i quedaven inutilitzades. A més, les puntes soltes es clavaven en els soldats enemics, sense possibilitat d'extreure-les. Mentre la lluita prosseguia en els murs d'aquesta manera, es va acabar d'armar i disposar per al combat un onagre. Els romans van apuntar al gruix de les tropes godes i van llançar la primera pedra; aquesta errà el tir, però va tenir un cert impacte psicològic sobre els atacants, que no disposaven d'armes de setge. No esperaven veure sortir d'entre el fum i la pols de la batalla una gran roca dirigint-se directament cap a ells, de manera que no van saber com reaccionar i van perdre momentàniament la cohesió entre les seves forces, facilitant el contraatac dels romans. Després de patir innumerables baixes i fracassar en cadascuna de les seves càrregues, sent expulsats dels murs tan aviat com adossaven una escala, els visigots es van veure finalment obligats a retirar-se i marxar de nou cap al nord-oest, salvant-se Adrianòpolis i Constantinoble de ser conquerides. Un cop que es van assegurar de la marxa dels gots, els soldats van tornar amb el tresor imperial a Constantinoble o es van refugiar a altres ciutats més segures dels voltants. Molts dels habitants d'Adrianòpolis van abandonar també les seves cases per por que els bàrbars tornessin, encara que no van arribar a fer-ho.

## Conseqüències
La primera i òbvia conseqüència de la derrota de l'Imperi Romà d'Orient va ser el tron vacant que Valent va deixar a Constantinoble. Abans que el caos s'apoderés d'Orient, l'emperador d'Occident i nebot del difunt, Flavi Gracià, va encarregar-ne govern al general hispà Flavi Teodosi. Teodosi va dirigir personalment una nova campanya contra els gots que va acabar dos anys més tard, quan va aconseguir derrotar-los i negociar un pacte el 382 amb el seu nou cap, Atanaric, que tornava a restituir com foederati a Mèsia. Fritigern havia mort per causes naturals l'any anterior. Tot i que el nou pacte suposadament retornava la situació a l'statu quo inicial, el cert és que ja no tornaria a ser igual per als gots ni per als romans. Després d'Adrianòpolis, els visigots van ser plenament conscients de la seva força i van continuar extorsionant als romans cada vegada que els semblava convenient. Qui va arribar més lluny amb aquesta política va ser Alaric I, que fins i tot va aspirar a ocupar algun càrrec important en el govern de l'Imperi d'Orient. En no veure resoltes les seves demandes, sotmeteren els Balcans a una nova campanya de saquejos, arribant a entrar a Atenes. Només va cessar en el seu afany quan Rufí, el tutor ostrogot del fill de Teodosi, va ser reconegut com a Magister militum de la província de lònia. Aquesta concessió va ser en realitat una autèntica estafa, ja que va forçar els visigots a instal·lar-se en unes terres menys riques i fèrtils que les que deixaven enrere, i que a sobre eren disputades pels Imperis d'Orient i Occident. Les desavinences d'Alaric amb els seus nous veïns occidentals, que no reconeixien el govern d'Orient ni d'Alaric sobre lònia, conduirien en darrer terme al saqueig de Roma el 410, el qual va ser vist pels contemporanis com la fi del món conegut.
La derrota d'Adrianòpolis va tenir també les seves conseqüències en la manera romana de fer la guerra. Després de la massacre romana, va ser impossible recuperar el nombre de soldats i oficials perduts en la batalla i es va haver de reestructurar l'exèrcit, abandonant el clàssic sistema de legions. A partir de llavors (va ser Teodosi qui va exportar el nou model a Occident), l'exèrcit romà es va dividir en petites unitats de limitanei (guàrdies fronterers, moltes vegades bàrbars federats) dirigides per un "duc" (dux) que governava una zona fronterera des una fortalesa particular, més un exèrcit mòbil (comitatenses) que es desplaçava d'un lloc a un altre segons apareguessin els problemes. Aquest nou sistema de defensa seria l'embrió del futur sistema feudal vigent durant l'edat mitjana. La batalla d'Adrianòpolis també va establir la supremacia de la cavalleria sobre la infanteria a la guerra pels següents mil anys, pel que el seu nombre va augmentar en els nous exèrcits en detriment de la infanteria.
Així mateix les noves unitats de cavalleria solien estar formades per mercenaris bàrbars, fonamentalment huns, sàrmates o perses que combatien amb espasa llarga i llança i foren els precursors dels cavallers medievals.
Finalment el caos generat pels gots a Adrianòpolis fou aprofitat pels huns per travessar el Danubi i començar campanyes de pillatge i extorsions imitant els visigots. Quan Àtila arribà al tron hun el 434 aquesta pràctica era comuna entre els huns i ell la dugué a l'extrem, precipitant la caiguda de l'Imperi Romà d'Occident.